# Infanterie mecanizată

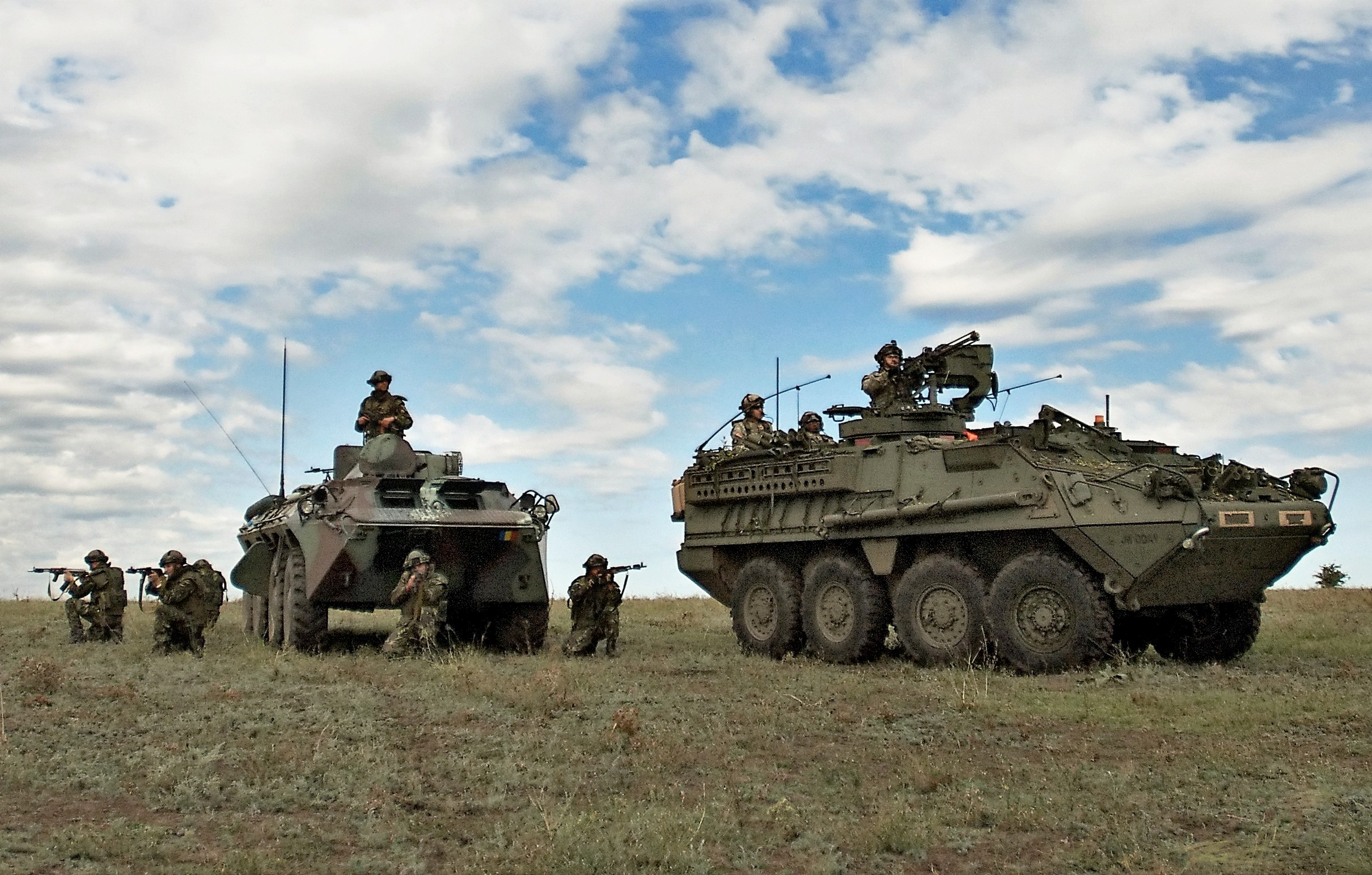
Exercițiu militar comun al infanteriei mecanizate române și americane în poligonul de la Babadag.

Infanteria mecanizată este infanteria care folosește transportoare blindate pentru trupe sau mașini de luptă ale infanteriei (MLI) pentru deplasare și luptă.
Spre deosebire de infanteria motorizată, care folosește camioane sau alte vehicule motorizate, infanteria mecanizată este echipată cu vehicule blindate care asigură un anumit grad de protecție al soldaților. Majoritatea acestor vehicule sunt șenilate sau au tracțiune integrală (4×4,6×6 și 8×8), pentru o mobilitate mai mare pe teren accidentat.
Subunitățile de sprijin ale acestor formațiuni militare sunt și ele la rândul lor motorizate pentru a ține pasul cu trupele mecanizate pe câmpul de luptă. Transportoarele blindate și mașinile de luptă ale infanteriei pot fi înarmate cu: mitraliere, tunuri automate, tunuri de calibru mic și rachete antitanc dirijate.
În comparație cu trupele pedestre și cele motorizate, infanteria mecanizată poate menține un ritm susținut al mișcărilor tactice și, în cazul în care folosește vehicule MLI, deține o putere de foc superioară. Diviziile mecanizate necesită mai multe provizii pentru luptă (muniție și mai ales combustibil) și mentenanță (piese de schimb). Un procent semnificativ al soldaților din trupele mecanizate se ocupă de manevrarea vehiculelor blindate și de întreținerea sau repararea lor. 
De exemplu, majoritatea transportoarelor blindate de trupe pot duce șapte sau opt soldați, dar au nevoie de doi membri ai echipajului. Majoritatea mașinilor de luptă ale infanteriei transportă doar șase sau șapte soldați și au nevoie de trei membri ai echipajului. Pentru a avea o eficacitate sporită, trupele mecanizate necesită un număr mare de mecanici specializați, ateliere mobile de reparații și vehicule de recuperare.

## Istorie

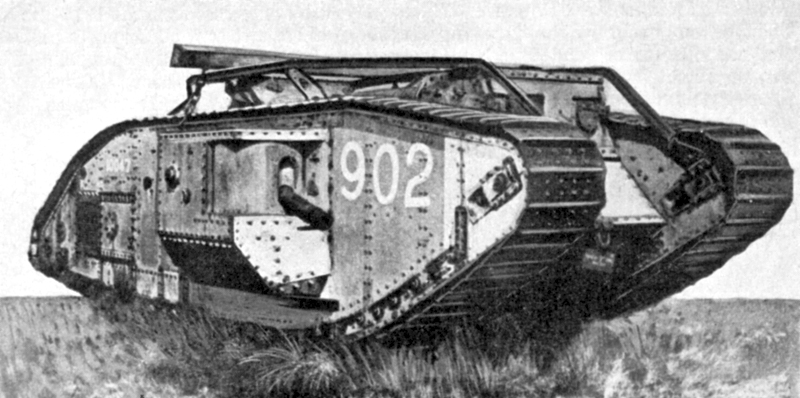
Tancul Mark V* a fost primul vehicul blindat care a transportat trupe în interior în cadrul unei operațiuni militare din 1918

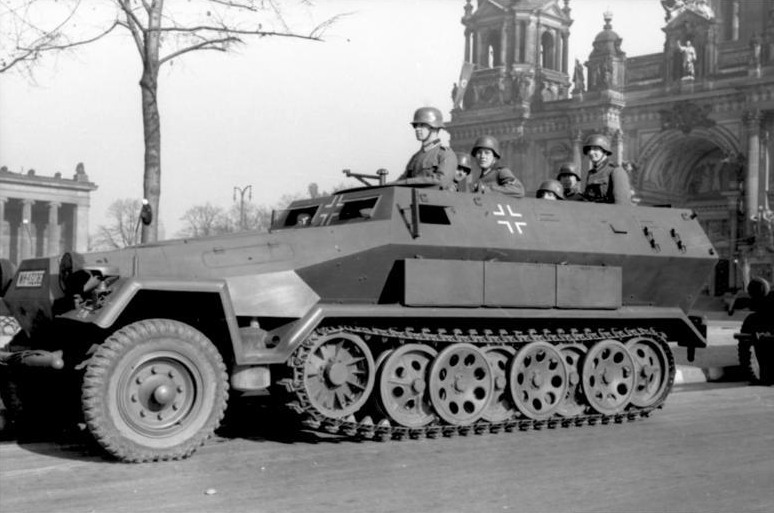
Semișenilatul SdKfz 251 a fost principalul transportor blindat folosit de armata germană în timpul celui de-al Doilea Război Mondial

Primele trupe mecanizate au fost cele transportate de tancul Mark V* în timpul Bătăliei de la Amiens din 1918. Tancurile au transportat în total 36 de grupe a câte doi soldați, însă contribuția lor a fost neobservată, fiind o bătălie de mare anvergură. 
Spre sfărșitul Primului Război Mondial, în faza mobilă a războiului, armatele s-au confruntat cu problema menținerii ritmului de avansare. Tancurile, artileria și tacticile de infiltrare puteau fi folosite pentru a sparge defensiva inamicului, dar aproape toate acțiunile ofensive din 1918 se opreau după câteva zile. Infanteria care urmărea trupele inamice ajungea să fie rapid epuizată din cauza efortului fizic, iar artileria, proviziile și întăririle nu puteau fi aduse pe front destul de rapid pentru a menține presiunea asupra inamicului care se regrupa.
Trupele de cavalerie erau mult prea vulnerabile pentru a fi folosite împotriva tranșeelor, a sârmei ghimpate sau a mitralierelor. Infanteria motorizată putea ține pasul cu mișcările rapide, însă camioanele acestor trupe necesitau o rețea de drumuri bună sau teren propice (precum deșertul din Africa de Nord). Camioanele nu puteau să se deplaseze pe un teren plin de cratere, de sârmă ghimpată sau tranșee. Vehiculele șenilate sau cele cu tracțiune integrală au fost soluția. 
După război, dezvoltarea forțelor mecanizate a fost în mare parte doar teoretică, până la începutul cursei reînarmării din anii 1930. Armata britanică a creat o forță mecanizată experimentală în 1927, dar nu a reușit să mențină acest trend din cauza bugetului restrâns. Deși unii susținători ai războiului mobil precum J.F.C. Fuller pledau pentru crearea unor "flote de tancuri", alți militari, precum Heinz Guderian din Germania, Adna R. Chaffee Jr. din SUA și Mihail Tuhacevski din Uniunea Sovietică au observat nevoia sprijinirii unităților de tancuri cu infanterie și alte arme, precum și nevoia ca aceste subunități de sprijin să mențină ritmul cu formațiunile blindate. 
În timpul reînarmării Germaniei naziste, unele unități de infanterie din cadrul noilor divizii Panzer au fost echipate cu semișenilatul SdKfz 251, care putea ține pasul cu tancurile pe teren accidentat. Armata franceză a creat diviziile ușoare mecanizate (Légère Méchanique), în care unele unități de infanterie erau dotate cu șenilete. Aceste unități mecanizate, împreună cu cele motorizate, asigura celor două armate formațiuni interarme foarte mobile. Doctrina germană utiliza formațiunile mecanizate pentru exploatarea breșelor în ofensivele Blitzkrieg, iar doctrina francezilor le folosea pentru deplasarea rapidă a trupelor de rezervă în cadrul bătăliilor defensive.

### Al Doilea Război Mondial

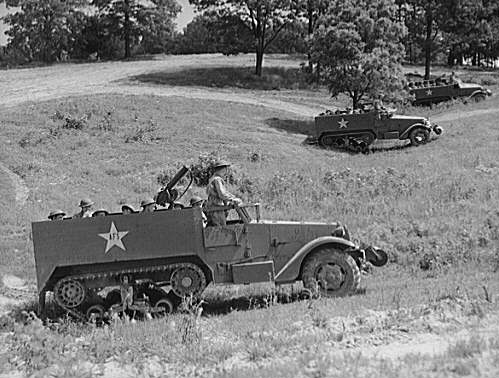
Semișenilate M3 de fabricație americană în timpul unui exercițiu militar lângă Fort Knox

La începutul celui de-al Doilea Război Mondial, majoritatea armatelor nu erau încă motorizate complet. Fiindcă existau multe divizii de infanterie care nu aveau un număr suficient de camioane sau cai pentru transport, primele divizii mecanizate complet au apărut abia spre sfârșitul războiului.
Principalele transportoare blindate de trupe ale armatei americane erau semișenilatele M2 și M3. Acestea au fost folosite și de către armatele aliate, precum armata britanică, franceză sau cea sovietică. Soldații britanici au folosit și transportoarele universale Bren sau cele de tip Kangaroo (construite pe șasiurile tancurilor prin conversie).
Armata germană a folosit semișenilatele SdKfz 251 în cadrul unităților mecanizate. Din cauza producției insuficiente, primele divizii Panzergrenadier complet mecanizate au apărut abia la mijlocul războiului. Armata română a folosit și ea semișenilatele SdKfz 250 și SdKfz 251, însă acestea au fost livrate în număr mic de către germani.
Infanteriștii sovietici foloseau de obicei tancurile (T-34 de exemplu era dotat cu mânere din fabrică pentru transportul soldaților) sau camioanele pentru transport. Singurele transportoare blindate erau cele de fabricație americană M2 sau M3, obținute prin sistemul Lend-Lease. 

### Războiul Rece

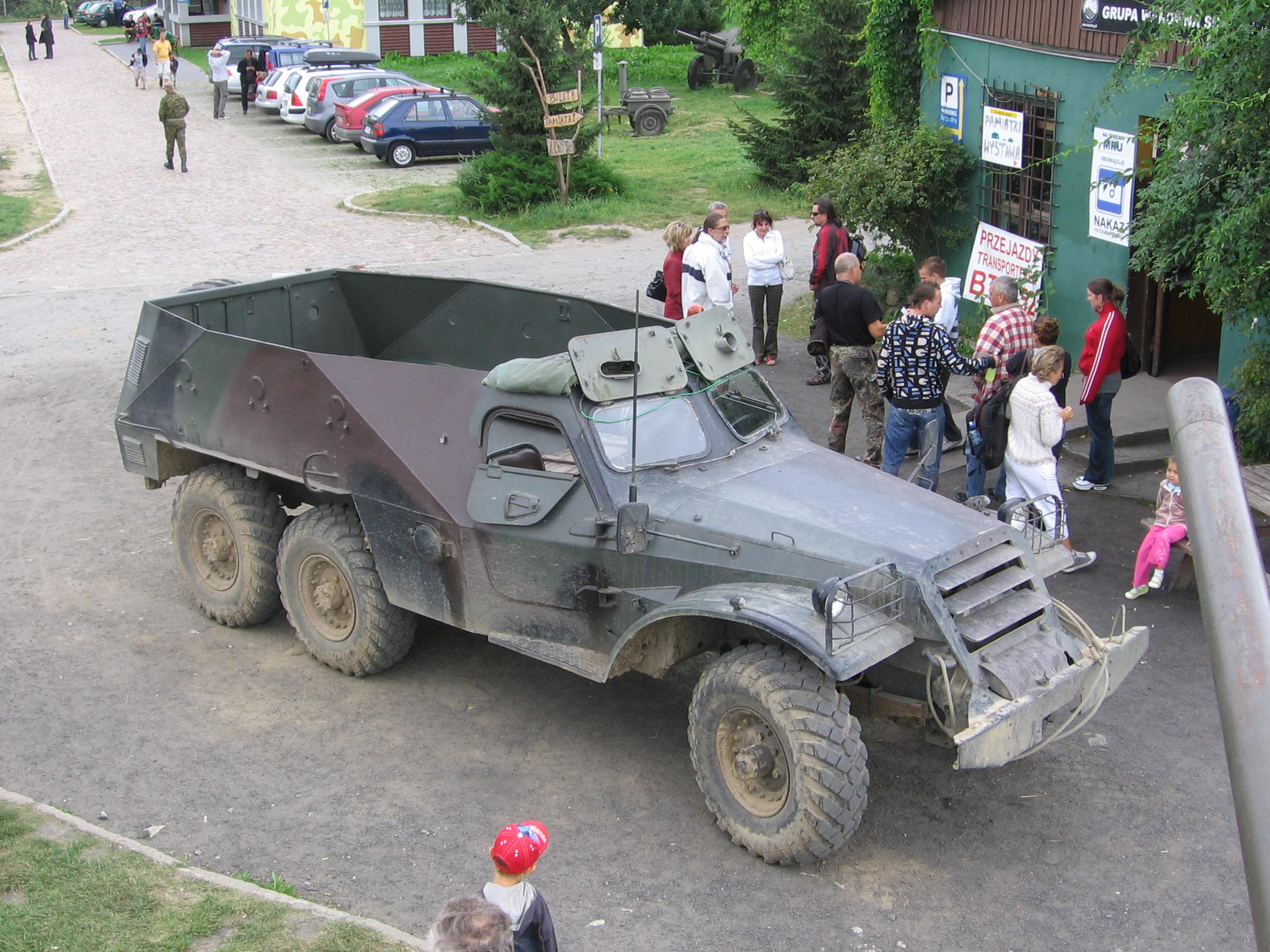
BTR-152 a fost folosit pe scară largă de armata sovietică și aliații săi în prima parte a Războiului Rece

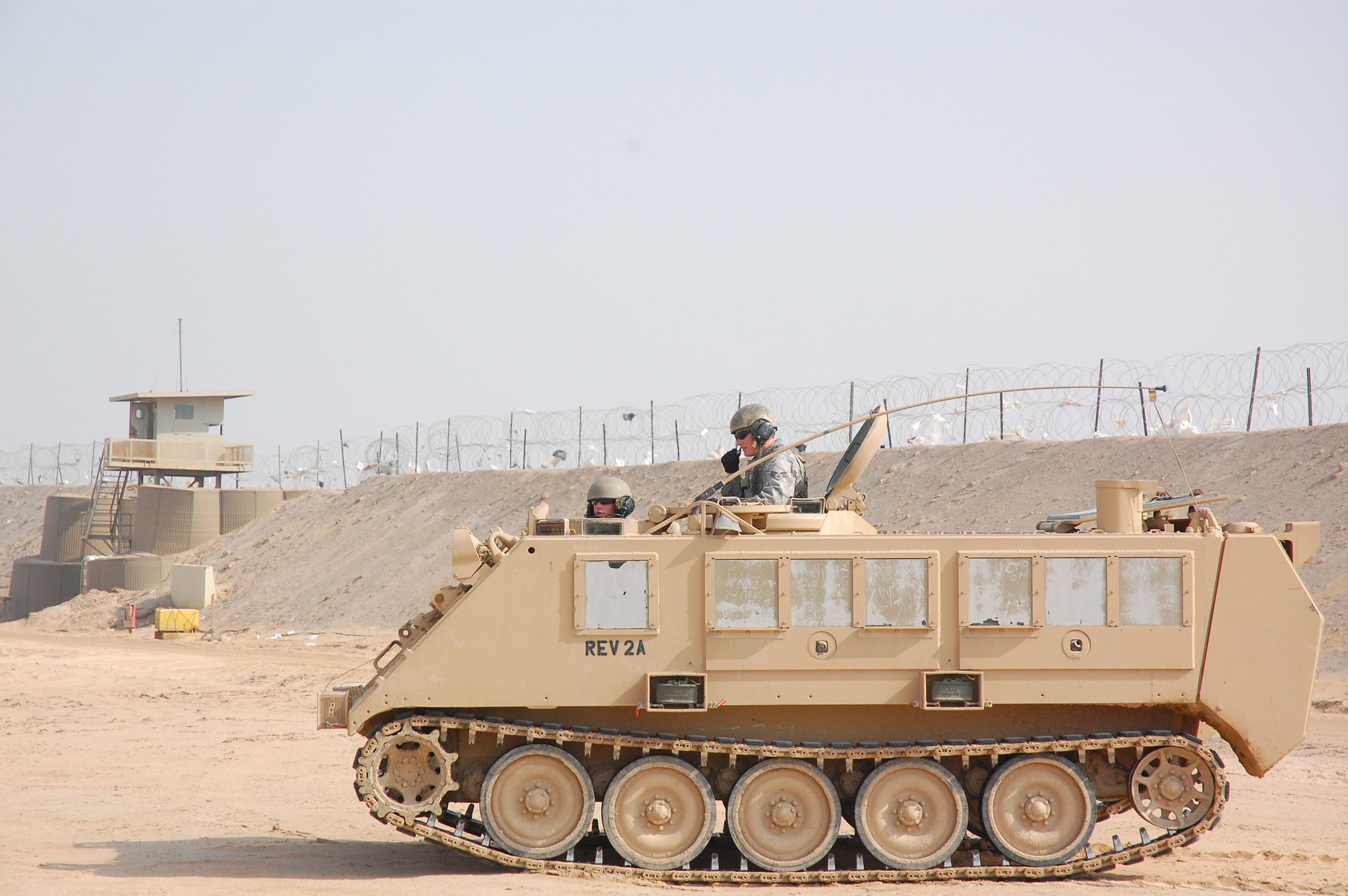
Un transportor blindat american M113 în Irak (2008)

În primii ani ai Războiului Rece, Armata Roșie și țările membre NATO au continuat procesul de mecanizare al armatelor. Armata sovietică a mecanizat complet infanteria, cu excepția trupelor aeropurtate. Inițial, soldații foloseau transportorul blindat pe roți BTR-152, însă acesta nu era complet acoperit, iar blindajul s-a dovedit a fi prea subțire pentru a proteja echipajul de schijele artileriei. În ciuda deficiențelor majore ale acestui vehicul, infanteria era acum mult mai flexibilă din punct de vedere strategic având în vedere teritoriul imens și granițele lungi ale Uniunii Sovietice și țărilor Pactului de la Varșovia.
Armata americană a folosit inițial transportoarele blindate șenilate M75 și M59. Din 1960, soldații americani au folosit transportorul M113 care era mai ușor și putea fi transportat cu avioane C-130 Hercules. Infanteria avea acum aceeași mobilitate ca cea a tancurilor, însă nu beneficia de același blindaj. M113 asigura un anumit grad de protecție nucleară, chimică și biologică. În timpul Războiului din Vietnam, între anii 1965 și 1972, armata americană a utilizat o brigadă și zece batalioane mecanizate în total. Deși M113 a fost proiectat ca un transportor blindat pentru trupe, vehiculul a fost folosit și ca o mașină de luptă a infanteriei, fiind dotat cu armament suplimentar.
Prima mașină de luptă a infanteriei a fost însă BMP-1, fabricată în Uniunea Sovietică. Spre deosebire de transportoarele blindate, care trebuiau să ducă soldații dintr-un loc în altul sub protecția blindajului, mașinile de luptă ale infanteriei (MLI) erau echipate cu un armament mai puternic pentru a sprijini infanteria în acțiunile ofensive sau defensive. Primele modele de MLI aveau și orificii prin care soldații din interior putea trage, însă în prezent s-a renunțat în mare parte la aceste orificii din cauza succesului limitat. Odată cu adoptarea vehiculului BMP-1 de către armata roșie, armatele din vestul Europei au adoptat și ele mașini de luptă ale infanteriei. Armata germană a proiectat vehiculul Marder, iar armata americană M2 Bradley.
Odată cu apariția mașinilor de luptă ale infanteriei specializate, armata sovietică a folosit o tactică nouă. Dupa anul 1970, o divizie de infanterie mecanizată avea două regimente echipate cu transpotoare blindate pe roți de tip BTR-60 și un regiment echipat cu mașina de luptă a infanteriei BMP-1. Regimentele "ușoare" (dotate cu BTR-60) urmau să atace pe flancuri, cu soldații acționând pe jos (pedestru). Regimentul "greu" (echipat cu BMP-1) urma să atace în centru, alături de regimentul de tancuri al diviziei, care era principala forță ofensivă a diviziei. Regimentul greu acționa din mers, pentru a menține ritmul cu tancurile.
Armata sovietică a dezvoltat un nou concept la începutul anilor 1980, cel de mașină de luptă a infanteriei aeropurtate. Primul vehicul, BMD-1, beneficia de aceeași putere de foc prezentă pe BMP-1, dar spre deosebire de acesta din urmă putea fi transportat sau chiar parașutat de avioanele de transport. Unitățile de parașutiști au fost astfel mecanizate, însă cu prețul unui număr mai mic de soldați transportați în interiorul vehicului blindat (cel mult patru soldați și cei trei membri ai echipajului). Deși aceste vehicule au fost folosite în timpul Războiului din Afganistan, armatele NATO nu au dezvoltat un vehicul asemănător.

## În prezent

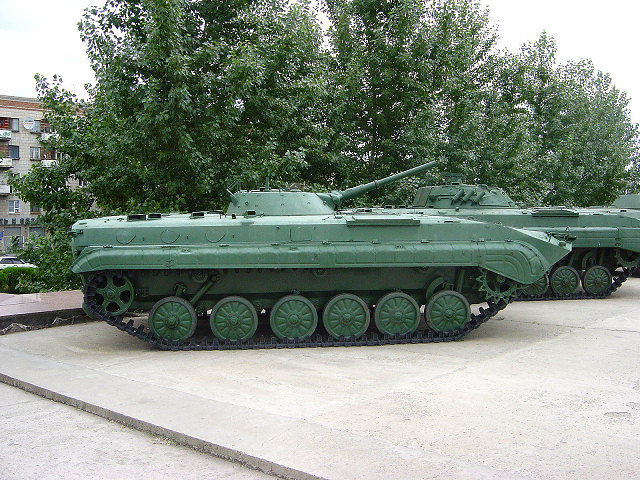
BMP-1, prima mașină de luptă a infanteriei

În prezent, aproate toate armatele țărilor industrializate sunt motorizate. Armata israeliană și cea rusă au dezvoltat transportoare blindate grele, bazate pe șasiurile tancurilor depășite (precum T-55). Aceste vehicule sunt expediente și nu beneficiază de armamentul unor mașini de luptă ale infanteriei din cauza spațiului limitat din interior. Armata rusă le-a dezvoltat din cauza vulnerabilității transportoarelor blindate în mediul urban în fața aruncătoarelor de grenade, mai ales la distanță mică. Această vulnerabilitate a fost observată în timpul Primului Război Cecen. Armata israeliană a preferat să modifice tancurile de captură T-55 în transportoare blindate Achzarit în loc să le caseze. Din 2008, armata israeliană folosește mașina de luptă a infanteriei Namer, cu o greutate de 60 de tone, bazată pe șasiul primelor modele de tancuri Merkava. Aceste vehicule sunt utilizate în timpul operațiunilor din zonele urbane, unde transportoarele blindate sunt vulnerabile la rachetele antitanc și la dispozitivele explozive improvizate.
Toate transportoarele blindate și mașinile de luptă aflate în faza de proiectare momentan sunt create special pentru desantul aeropurtat. Din cauza vulnerabilităților sesizate de armata israeliană și cea rusă, unele transportoare, precum Puma de fabricație germană, pot fi dotate la nevoie cu un set suplimentar de blindaj pentru o flexibilitate și o protecție mai mare. Aceste seturi de blindaj modifică însă greutatea, mărimea, consumul și performanțele vehiculelor blindate.